# Nhóm ngôn ngữ Volta-Congo
Nhóm ngôn ngữ Volta-Congo là một nhóm ngôn ngữ đại diện của ngữ hệ Niger-Congo. Đặc biệt, nó bao gồm nhóm ngôn ngữ Bantu (thông qua nhóm ngôn ngữ Benue-Congo).

## Phân loại
- Savan (Gur + Amadawa)
- Benue-Congo
- Volta-Niger
- Kwa (có thể không phải là đơn ngành).
- Ngôn ngữ tách biệt: tiếng Fali (tiếng Adamawa trước đây), tiếng Mbre, tiếng Ukraan

Nhóm Kru và nhóm Senufo (trước đây là Adamawa) có thể tạo thành các nhánh cơ bản của nhóm ngôn ngữ Đại Tây Dương-Congo bên ngoài nhóm Volta-Congo. 